# Remembering the First Time
Remembering the First Time is een nummer van de Britse band Simply Red uit 1995. Het is de tweede single van hun vijfde studioalbum Life.
Het nummer was minder succesvol dan voorganger "Fairground". "Remembering the First Time" haalde in het Verenigd Koninkrijk een bescheiden 22e positie, terwijl in Nederland de 3e positie in de Tipparade werd gehaald.